# Картлийский Царский Дом
Эта статья — о ветви царской династии Багратионов. Полную статью см. здесь
Картлийский Царский Дом — это наименование ветви грузинского царского рода Багратионов, правившей в Картлийском царстве. Фактически, на сегодняшний день является угасшей с 1920 года. После полного вымирания царского потомства, возглавляется князьями Багратион-Мухранбатонишвили, несуверенными князьями брата царя Картли Давида X, Баграта.

## История образования первого царского дома из Картли
После признания царем Грузии Константином II в 1490 году независимости Кахетинского и Имеретинского царств и установления границ между ними под властью старшей ветви Багратионов осталось историческое ядро Грузинского государства — собственно Грузия (Картли). Именно эта линия Багратионов продолжала именоваться царями Грузинскими.
От старшего сына Константина II, царя Давида X происходит первый Грузинский (Картлийский) Царский Дом, угасший в 1658 году.
От младшего сына Констатина II, царевича Баграта, первого владетеля Мухранского (Мухран-батони), происходит княжеский Мухранский дом.
Мухранбатони Вахтанг, с 1658 года царь Грузии под именем Вахтанг V, стал родоначальником второго Картлийского Царского Дома, с 1658 по 1727 годы занимавший престол грузинский; вынужденные покинуть отечество и переселившиеся в Россию, потомки Вахтанга V носили титул князей Грузинских: эта линия угасла в конце XIX века с гибелью Дмитрия и Александра Багратионов (расстрелян большевиками в Ялте).
От Мухранбатони Константина, брата Вахтанга V, которому царь передал родовой удел, вступив на престол) и других потомков царевича Баграта происходят князья Багратион-Мухранские, составляющие с начала XX века старшую ветвь Багратионов и наследовавшие старшинство в Картлийском Царском Доме.
От младшего сына Константина II, царевича Александра, и его внука Гочи, происходил ныне угасший род князей Гочашвили.

## История образования второго царского дома из Картли
Второй Царский Дом из Картли происходит от батони Мухранского Вахтанга, сына Мухранбатони Теймураза.
Мухранбатони Вахтанг содействовал воцарению хана Ростома, приняв его как своего родственника, активно помогал ему в борьбе с претендетовавшими на трон Картли кахетинскими Багратионами.
Оставшись старшим из потомков царя Константина II, Вахтанг был избран ханом Ростомом в его наследники (усыновил).
В 1653 году престарелый хан Ростом отправил Вахтанга (он же Бахута) в Иран, чтобы получить для него от шаха должность правителя Картли. Шах принял его с почетом, заставил принять мусульманство и нарек его Шахнавазом, затем богато наградил его и отправил в Картли править.
После смерти Ростома в 1658 году шах утвердил Вахтанга царем Картли. При этом он потребовал от него жениться на вдове Ростома.

Как пишет историк Вахушти Багратиони:
«Вахтангу тяжело было жениться на царице Мариам, ибо он был женат на Родам, дочери Каплана, возвышенной и добродетельной».
Однако он был вынужден исполнить волю шаха и развестись со своей супругой Родам. Став царем, он передал Мухрани своему брату, Константину.
Сыновья Вахтанга V царствовали в Картли и Имерети. Старший сын, Арчил, был претендентом на Имеретинский престол и царствовал даже в Кахети.
Его потомки, выехавшие в Россию, именовались там царевичами Имеретинскими. Другие сыновья и внуки Вахтанга V царствовали в Картли. Выезжая в Россию, их потомки получили титул царевичей, позже князей Грузинских.

## Цари и царевичи Грузинские (старшая ветвь)
Грузинские царевичи в России — титул братьев и детей царя Картли Вахтанга VI.
Царевичами и принцами Грузинскими также именовались во всех официальных документах дети царевича Бакара Грузинского. Их дети и потомки титуловались князьями Грузинскими.
Определением Правительствующего Сената 26 мая 1859 года были утверждены в княжеском достоинстве со внесением в V часть родословной книги статский советник:
- Яков Леонович и сыновья его:

- Камер-юнкер, надворный советник Николай;

- Коллежский асессор Яков;

- Гофмейстер, тайный советник Сергей и Александр Яковлевичи.

Ветвь эта угасла в 1898 году.

## Князья Багратион-Гочашвили
Семья Гочашвили произошла от Александра (род 1526- ум. 1556), младшего сына Константина II, первого царя независимого царства Картли.
Сама фамилия происходит от внука Александра, Гочи, известного военачальника, который был убит в битве с османской армией в Гори в 1599 году.
В середине XVII ввека семья была против своих правящих кузенов, проиранских взглядов, и двое Багратион-Гочашвили, Георгий и Иорам, отец и сын, были ослеплены в 1638 и 1664 годах соответственно.
Иорам даже стремился стать царем Картли и, опираясь на поддержку князя Арагвского, замыслил свержение Вахтанга V, царя Картли.
После этих неудач род князей Багратион-Гочашвили отказался стать одной из многочисленных княжеских (тавади) семей и вымер после смерти внука Иорама, Гарсевана, примерно после 1736 года.

### Генеалогия князей Багратион-Гочашвили
1. Александр
2. Горгасал
3. Константин, женился на дочери Хосро, внука Александра II, царя Имеретии.
4. Мелкиседек
5. Георгий
6. Гоча
7. Георгий
8. Иорам
9. Горгасал
10. Гарсеван (ум. 1736)

## Князья Багратион (российская ветвь)

герб князей Багратион (российская ветвь)

Уже в XVIII столетии некоторые потомки грузинских царевичей носят в России фамилию Багратион (т.е Багратиони).
Эта фамилия окончательно утвердилась в княжеской семье, ведущей происхождение от грузинского царя Иессея (Иэсэ, затем принявшего ислам под именем Али-кули-хан), брата царя Картли Вахтанга VI.
Царь правил в Картли в 1711—1716, затем в 1724—1727 годах, был дважды женат и оставил законных детей. Один из них стал Католикос-Патриархом всея Грузии под именем Антоний I.
Но царь, приняв ислам в Иране, что являлось неизбежным условием для приобретения трона Картли и спасения народа картлийского, он по мусульманскому обычаю заимел внебрачных детей (бастардов). Таким сыном от наложницы был и Александр Иессевич. Вместе с 15 летним сыном Фомой (он же Тамаз) в 1759 году он бежал в Россию после конфликта с царем Кахетии Теймуразом II.

Александр Иессевич оставил двух сыновей в Грузии, поступив на русскую службу. Позднее они присоединятся к своему отцу. Служил в Кизляре.

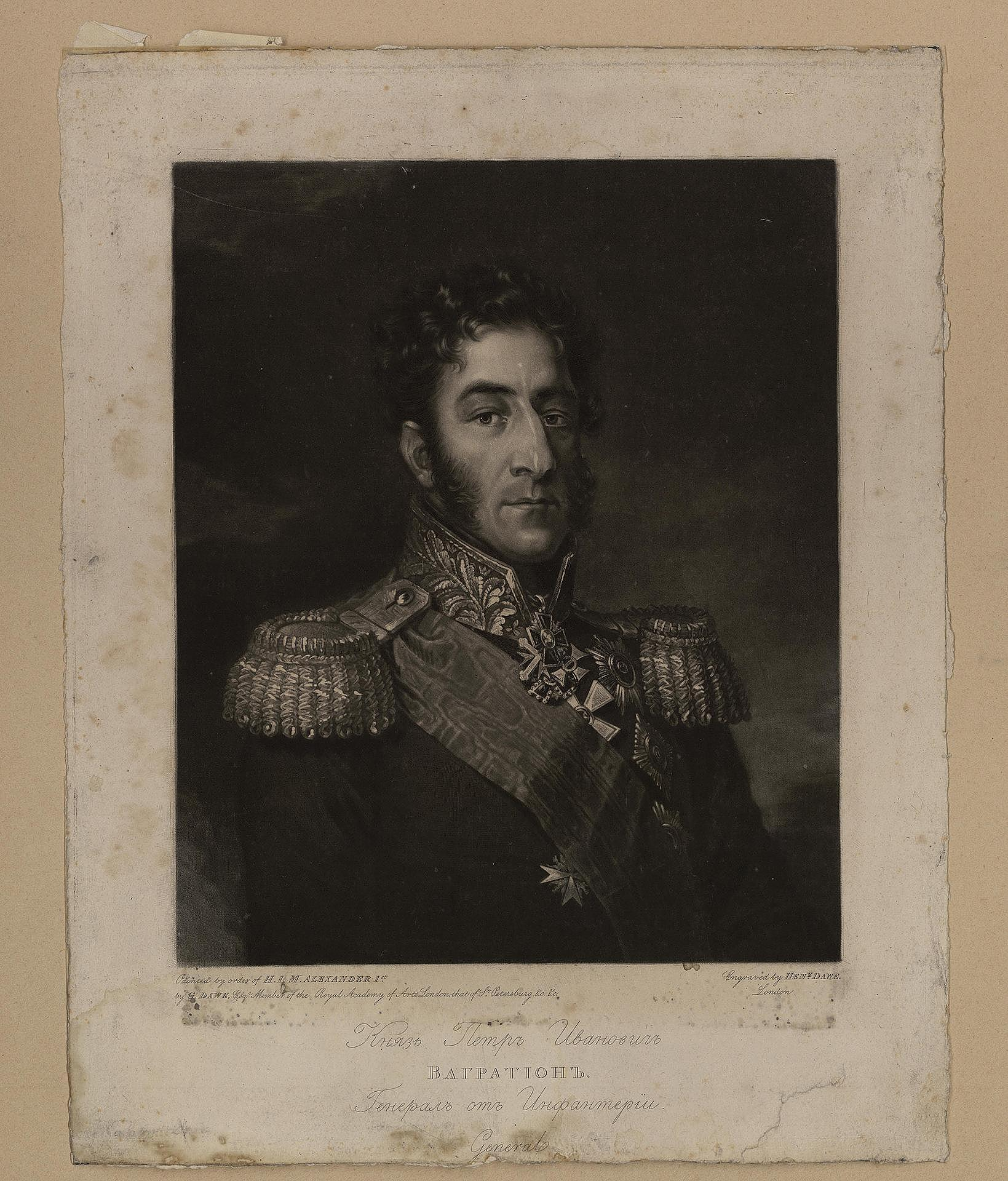
Князь и генерал от инфантерии, Багратион Пётр Иванович. Герой войны 1812 года.

Датой официального признания этой семьи в княжеском достоинстве Российской империи является 4 октября 1803 года, когда при Высочайшем утверждении императором Александром I VII части «Общего Гербовника» герб князей Багратион был помещен в число гербов российско-княжеских.
На этом основании определениями Правительствующего Сената 21 декабря 1833 года и 18 июня 1842 года в княжеском достоинстве были признаны сын камергера князя Алексея Кирилловича, Константин, и камер-юнкер, состоящий в V классе, князь Александр Кириллович и дети его Пётр, Валериан, Варвара и София Багратионы.
Самым известным представителем этого рода, по праву считается герой войны 1812 года, генерал от инфантерии, Пётр Иванович Багратион, спустя время погибший от ранения полученном на Бородинском поле. В тот момент он был верхом на лошади несколько позади первой линии контратакующих, приблизительно на расстоянии 50-100 метров восточнее средней семеновской флеши. Багратион, возглавивший контратаку 2-й гренадерской дивизии на Северную флешь, захваченную французами, был ранен осколком ядра, раздробившим ногу. Именно это ранение вызовет у него гангрену, и от неё же он преставится через 17 дней после ранения.
Род этот угас в 1919—1920 годах с гибелью князя Дмитрия Багратиона (в 1919 году) и Александра Багратиона, расстреляного большевиками в Ялте в 1920 году.

## Князья Семёновы
Родоначальником этой семьи был внебрачный сын грузинского царевича Симеона Левановича, младшего брата Вахтанга VI по имени Николай.
Определением Высокого Сената 24 февраля 1741 года было повелено поручику Сибирского полка Николаю Багратиону именоваться по объявленному своему отцу князем Николаем Семеновым.
Он был женат первым браком на Степанидзе Матвеевне Ржевской (ноябрь 1705-10.02.1762), вторым браком на некой Алимовой, и имел сына Федора, который умер бездетным.
Несмотря на сенатское решение, сын царевича Симеона, продолжал употреблять и родовую династическую фамилию. В 1776 году в Москве среди прочих дворов, принадлежавших выходцам из Грузии, упоминается и двор «отставного капитана князя Николая Семёнова сына Багратиона».
Род этот угас.

## Глава
В 1724 году грузинский царь Вахтанг VI из Мухранской ветви Багратионов был вынужден переселиться в Россию. Главенство в этой линии, получившей в Российской империи титул князей Грузинских (без предиката «светлость»), было с 1724 г. следующим:
1. 1724 — 26 июля 1737: Вахтанг VI Леонович;
2. 26 июля 1737 — 1 февраля 1750: Бакар (I(III)) Вахтангович, его сын;
3. 1 февраля 1750—1791: Александр (III) Бакарович, его сын;
4. 1791 — 15 мая 1852: Георгий (XII) Александрович, его сын;
5. 15 мая 1852 — 26 февраля 1861: Николай (I) Яковлевич, его двоюродный племянник;
6. 26 февраля 1862 — 3 июля 1898: Иван (I) Николаевич, его сын.

После его смерти русский род князей Грузинских пресёкся, и династическая ситуация в этой линии стала не вполне ясной. С одной стороны, главенство должно было перейти к шестиюродному брату Ивана Николаевича князю Александру Петровичу Багратиону, который являлся прямым потомком Александра — сына Иессе I, царя Картли и брата Вахтанга VI:
- 3 июля 1898—1920: Александр (IV) Петрович.[2]

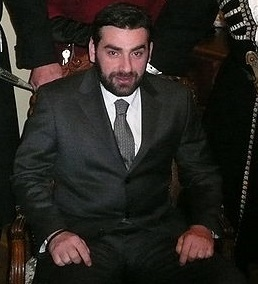
Князь Давид Георгиевич Багратион-Мухранский, глава Картлийской ветви династии Багратионов

Однако родоначальник русских князей Багратионов Александр был незаконным сыном царя Иессе I, и поэтому сторонники князей Багратион-Мухранских (другой ветви картлийских Багратионов) утверждают, что главенство в Доме Багратионов перешло к главе рода Багратион-Мухранских (Мухранбатони) — Константину (V) Ивановичу — уже в 1898 году:
1. 3 июля 1898 — 12 мая 1903: Константин (III) Иванович;
2. 12 мая 1903 — 30 октября 1918: Александр (IV) Ираклиевич, его двоюродный брат;
3. 30 октября 1918 — 29 сентября 1957: Георгий (XIII) Александрович, его сын;
4. 29 сентября 1957 — 30 ноября 1977: Ираклий (III) Георгиевич, его сын;
5. 30 ноября 1957 — 16 января 2008: Георгий (XIV) Ираклиевич, его сын
6. с 16 января 2008: Давид (XIII) Георгиевич, его сын.

Очевидным наследником Давида Георгиевича является его единственный сын Георгий Давидович (род. 27 сентября 2011), а его субституционным наследником — его младший брат Гурам-Уго Георгиевич (род. 14 февраля 1985).